# نور-کارگو
نور-کارگو (انگلیسی: Nor-Cargo) شرکت ترابری نروژی است، که در سال ۱۹۷۹ تأسیس شد.